# 南大東機場
南大東機場（日语：／ Minamidaitō kūkō */?）為日本沖繩縣島尻郡南大東村（南大東島）地方管理的機場。根據日本空港整備法被分成第三種機場。

## 歷史
- 1934年：起初是建為日本海軍機場。
- 1963年：延長機場跑道，工程完成后機場跑道長1,323公尺。
- 1970年：改為民用機場。使用YS-11型機，增設那霸機場航線。
- 1973年：由於1972年美国向日本移交琉球群岛的施政权，本機場列為第三種機場。但是，根據日本的航空法，本機場符合标准的跑道长度只有800公尺（之前根据的是美国的航空法），因此，YS-11型機就不能在本机场起飞和着陆。
- 1997年：新南大東機場啟用，該機場跑道長1,500公尺。舊機場停止使用，設備轉移到新機場。
- 1998年：新南大東機場改名為南大東機場。

## 航空管制
| 種類   | 頻率        |
| REMOTE | 126.200 MHz |

管制是由國土交通省大阪航空局那覇空港事務所担當。

## 航空導引台
| 局名     | 種別   | 周波數     | 識別信號 | 運作時間    |
| 南大東   | VORDME | 117.800MHz | MDE      | 8:00～18:00 |
| 南大東島 | NDB    | 405.00KHz  | MD       | 24小時      |

維護是由國土交通省大阪航空局那覇空港事務所那覇系統統制官担當。

## 航空公司與航點
| 航空公司                    | 目的地 |
| --------------------------- | ------ |
| 日本航空 由琉球空中通勤營運 | 沖繩   |

## 其他
- 南大東機場～北大東機場的航線是全日本內最短的航線，在非正式記錄上是世界最短的航線。如果該次飛行吹正南/正北风的話，起飛後不用收起起落架便可著陸了。 
  - 兩座機場距離：12公里（7.5英里）
  - 全程需時：10分鐘
  - 飛行需時：3分鐘

- 廢止的舊機場用地變為村營住宅和兰姆酒的生產工廠。

## 外部連結
- 南大東機場介紹 （页面存档备份，存于）（日語）
- JAL機場訊息-南大東機場 （页面存档备份，存于）（日語）